# افتح يا سمسم (برنامج)
افتح يا سمسم برنامج تعليمي تربوي من إنتاج مؤسسة الإنتاج البرامجي المشترك لدول الخليج العربي، أنتج الجزء الأول سنة 1979 والثاني سنة 1982. وهو مسلسل تعليمي ترفيهي وهو النسخة العربية من مسلسل أمريكي اسمه شارع السمسم (بالإنجليزية: Sesame Street)‏.
صوِّرت المشاهد الداخلية في الكويت، وصوِّرت المشاهد الخارجية في عديد من الدول العربية والعالم. وشارك فيه ممثلون عرب وأطفال بالإضافة إلى شخصيات الدمى نعمان وملسون وعبلة والضفدع كامل وقرقور وكعكي وأنيس وبدر وهي شخصيات معروفة ومشهورة في العالم العربي، بعض الشخصيات مستقاة من النسخة الأمريكية لكن نعمان وملسون هما شخصيتان خاصتان بالنسخة العربية.
اشترت المؤسسة حقوق الاسم للجزء الواحد مقابل 1,6 مليون دولار من الشركة الأمريكية الذي يشمل 130 حلقة في حين تتكفل المؤسسة الخليجية بكل مصاريف الإنتاج. بعض الشخصيات مستقاة من النسخة الأمريكية ولكن نعمان وملسون هما شخصيتان خاصتان بالنسخة العربية.

## الإنتاج
افتح يا سمسم عمل معرّب عن المسلسل الأمريكي الناجح (شارع سمسم) المنتج أول مواسمه سنة 1969م والذي حصد جائزة إيمي بعد نجاحه الباهر عملت له نسخ كثيرة بلغات وثقافات مختلفة.
في سنة 1978م اجتمعت دول الخليج وكونت مجلس التعاون لدول الخليج العربي، وبعدها بسنة أي سنة 1979م تأسست مؤسسة الإنتاج البرامجي المشترك لدول الخليج العربي ومقرها في الكويت وكان باكورة إنتاجها هو مسلسل الأطفال التلفزيوني. افتح يا سمسم كرسالة تربوية وتعليمية للأطفال.

## الشخصيات
شخصيات المسلسل العربي تحاكي شخصيات المسلسل الأمريكي شارع سمسم مع تطويع لبعض الشخصيات مثل نعمان بدل الطائر العملاق الأصفر (Big Bird) وملسون الببغاء الثرثار بدل الدمية قاطنة سلة المهملات (Oscar the Grouch)، وبقيت دمى أخرى كما هي مع تعريب أسمائها، منها أنيس وبدر، وكعكي، وقرقور، والضفدع كامل، والشخصيات البشرية من المعلمة فاطمة، وزوجها حمد النجار، والكهربائي هشام، والدكتورة ليلى ووالدتها، والبائع عم عبد الله، وخليل صاحب المطعم، وأُخرى من عرائس وأطفال.
صُمِّمت الدمى والرسوم المتحركة والأغاني بهدف جذب انتباه الأطفال، وكان لها ذلك حيث جذب المسلسل الأطفال وآبائهم في العالم العربي؛ وكان أسلوبه السهل السلس في تقديم المعلومة للطفل بقالب مشوق، وزرع بعض المفاهيم والمعلومات الأولية مثل الحروف والكلمات المستخدمة في الحياة اليومية وطرق استخدام الأرقام والعد، والأهم أنه يعلم فوائد السلوك الإيجابي كالتعاون والتسامح والعطف وحب الجيران واحترام الكبير، إلى ذلك تصوير الناس والمناطق الجميلة في البلدان العربية والحيَوانات والألعاب التي تشدُّ الأطفال. وقد جمع المسلسل فنانين ومربين ومختصِّين في اللغة والتربية من أنحاء الوطن العربي، وكان هذا التجمُّع إحدى المزايا لتقبُّله ونجاحه.

## الجزء الثالث
في سنة 1989 أنتج الجزء الثالث من البرنامج بالفعل، وعاد فيصل الياسري إلى الإشراف عليه وأن يقود فريق المخرجين وفي سنة 1990 حصلت أحداث حرب الخليج الأولي وقد بثت 44 حلقة من أصل 120 حلقة مفقودة. هذا وقد أدى التوتر السياسي إلى إلغاء العديد من المشاهد التي أداها مؤدون عراقيون.

## الجزء الرابع (الموسم الأول الجديد)
وفي سنة 2010 قررت إدارة التعليم في مجلس التعاون إعادة إحياء البرنامج الذي أصبح متابعو الإنتاج الأوّل منه قد أصبحوا آباء وأمهات، وتولت شركة «بداية» للإعلام، التي ترعاها «مبادلة»، مهمة مشروع إعادة النسخة العربية من البرنامج بعد توقف دام 25 سنة. وقدمت «بداية» الدعم الفني والتقني والتعليمي للبرنامج، وعملت بشكل وثيق مع «شارع سمسم» في الولايات المتحدة لضمان أن النسخة العربية تتوافق مع المعايير العالمية للبرنامج، كما قامت بالتنسيق مع مجلس أبوظبي للتعليم للتأكد من أن النص يتماشى مع الأهداف التعليمية أيضاً. فبدأ إنتاج أول موسم بحلة جديدة في يناير 2015 . حيث يشرف على الإنتاج لجنة استشارية للتعليم مكونة من عدد من المؤسسات التعليمية والثقافية والصحية. وقد بدأ عرضه في شهر سبتمبر عام 2015 م على قناة سبيستون وقناة أجيال وتلفزيون ج منذ 4 سبتمبر على سبيستون وتلاها على قناة أجيال وتلفزيون ج.

## الممثلون

### الدمى
- نعمان وقام بدوره الممثل عبد الله الحبيل وفي الجزء الثاني والثالث مثله الفنان العراقي سعد عباس وبالجزء الرابع قام بدوره الفنان عبد الله قاسم.
- ملسون وقام بدوره الفنان توفيق العشا قدم الشخصية في الجزئين الأول والثاني وأما الثالث قام طارق العلي بتقديم الشخصية أما بالجزء الرابع فقام بدوره الفنان ماهر مزوق.
- عبلة وقامت بدوره الممثلة هدى حسين.
- ياقوت وهو دمية أرجوانية ذات أنف طويل مقتبس من شخصية الدمية Telly Monster.
- أنيس وبدر المقتبسان من شخصيتي Ernie and Bert، وقام بدورهما الممثلان عبد المطلب السنيد وعبد القادر الشريف على الترتيب. وبالجزء الخامس قام بدور أنيس الفنان عبد الله قاسم وقام بدور بدر الفنان عمار الصبان.
- كعكي المقتبس من شخصية Cookie Monster، وقام بدوره الممثل عدنان عاشور. وبالجزء الخامس قام بدوره محرك الدمى الفنان عمار الصبان.
- الضفدع كامل المقتبس من شخصية Kermit، وقام بدوره الممثل فوزي مهدي.
- قرقور مقتبس من شخصية Grover، وقام بدوره الممثل عبد الجبار كاظم. وبالجزء الرابع قام بدوره الفنان نذير خويلدة وفي الجزء الخامس قام بدوره محرك الدمى الفنان عمار الصبان.
- فلفول وهي شخصية في الجزء الثالث وهو الفيل البني.
- بشبش وهي شخصية Big bird في الجزء الثالث وهو بيغ بيرد من شارع السمسم.
- عبدو وقام بدوره الممثل عبد الجبار عباس.
- شمس وهي شخصية جديده ظهرت بالموسم الرابع وتقوم بدورها الممثلة أسماء الشامسي

### الأشخاص
| الممثل               | الدور          | ملاحظات      |
| -------------------- | -------------- | ------------ |
| أحلام محمد           | فاطمة          |              |
| أحمد الصالح          | عبد الله       |              |
| سناء يونس            | ليلى           |              |
| جاسم النبهان         | حمد            |              |
| خليل زينل            | سعيد           |              |
| عبد المجيد قاسم      | خليل           |              |
| قائد النعماني        | هشام           |              |
| فالح حسين العبد الله | دمى متنوعة     |              |
| جاسم النبهان         | حمد            |              |
| ياسر أبو الجبين      | ساعي البريد    |              |
| عبد الله غلوم        |                |              |
| مريم الغضبان         | (الخالة فوزية) | الجزء الثاني |
| سناء التكمجي         | (المعلمة مريم) | الجزء الثاني |
| بكر الشدي            | (طيار)         | الجزء الثالث |
| غازي حسين            | محمود          | الجزء الثاني |
| لينا الأنصاري        | لينا           |              |
| عبدالله رافعة        | راشد           | الجزء الرابع |
| فاطمة الطائي         | امل            | الجزء الرابع |
| سماح إبراهيم         | دكتوره سماح    | الجزء الرابع |

## فريق عمل إعادة إنتاج «الموسم الأول» (2015)[8]

### المنتج التنفيذي
- د.كايرو عرفات
- روبرت كينوزوفيتش

### المدير الإبداعي
- عبدالله الشرهان

المدير التعليمي واللغوي
- د. فاطمة البريكي

محركو الدمى
- أسماء الشامسي (شمس)
- عبد الله قاسم (نعمان)
- ماهر مزوّق (ملسون
- ميشيل جبلي (الدمى الأخرى)
- نورا صداقه (الدمى الأخرى)

الممثلون
- عبد الله رافعة (راشد)
- فاطمة الطائي (أمل)
- سماح إبراهيم

الإشراف على مؤلفي فقرات الدمى
- نتالي حبيب
- هاني كيشي

المؤلفون
- تسنيم السند
- خديجة القلاف
- عمار الشيخ جابر
- فاطمة خوجة
- فاطمة خوري
- يزن أتاسي
- ميشيل جبلي
- ليا بدرو حمادة
- محمد العوهلي
- ميثاء الخياط
- محمد موسى

الإشراف على مؤلفي وقت القصة
- د. فاطمة البريكي

مؤلفو وقت القصة
- أنس أبو رحمة
- ريم صالح القرق
- سحر نجا محفوظ
- صباح ديبي
- فاطمة خوجة
- لطيفة بطي
- مايا أبو الحيات

الإشراف على فقرات الدمى وعمليات ما بعد الإنتاج
- بلينك ستوديو

الإشراف على الإنتاج
- هاني كيشي
- نتالي حبيب
- ليا بدرو حماده

إخراج فقرات الدمى
- هاني كيشي
- ياسر الياسري

مخرج مساعد
- ديما عمرو

منتج الاستوديو
- شهرزاد ملك

مونتاج
- رامي خوري

مدير الإنتاج
- سمر ترينيداد

منسق إنتاج
إليس بارغيتر
إيميليتا ديزون
حذيفة الجندلي
مخرج فني
سعيد الرواس
لارا ملص
مشرف المؤثرات البصرية
سامر الرواس
رسومات الأبعاد الثلاثية
محمد أشرف
عصام حلمي
مسؤول الدمى
ماريا فونتيلا فيليقاس
مساعد مسؤول الدمى
رينالدو بيتبيت
رسم لوحات النصوص
عبد الله الدسوقي
مساعد مونتاج
فهد حافظ
الإشراف على الأطفال
لودي حبيب
بيان الخوجة
مورس بورفاتيهيان
سما قوران
نفلة الزعابي
ناتالي كينوزيفيتش
إيثان بيرس
مصمم الديكور
ربيع السيد
بناء الديكور
مينتز
مسؤول مكونات الديكور
عزيز ميرشنت
أندرونيكو ديل أوزيرو
كتاب الأغاني
د.ناصر شبانه
جليل بنداوي
رهف المبارك
ريم قيس قبة
كريم العراقي
ماهر مزوق
نورا صداقة
هيثم يحيى
هاني كيشي
عبد الله الشحي
تلحين الأغاني
تشارلز السويدي
عبد الله الشحي
التوزيع والتسجيل الموسيقي
ساوند تراك
منتج مساعد
محمد حسن سكجها
مساعد إنتاج
سماح خليف
مسؤول الوسائط الرقمية
أمل سليم العبثاني
المدير المالي
رامي يونان
باحث ومساعد تربوي
رلى خضرة
باحث مساعد
ندى ربيعة
مدقق لغوي
شفيق الرقب
محمد سميسم
مدير مشروع
ديالة العجلة
مساعد منتج في الدبلجة
نايلة توفيق

## فريق عمل النسخة الأولى (1979 - 1982)

### الإخراج والإنتاج
كبير المخرجين وكبير المنتجين: فيصل الياسري وفائق عبد الحكيم. أسهم في الإخراج: فاروق القيسي. إخراج الجزء الرابع ياسر الياسري.
المونتاج: فاروق القيسي

### المشرف على لغة البرنامج
عبد الله الدنان

### كبير الكتَّاب
- ياسر المالح
- زهير الدجيلي
- سيد حجاب
- إحسان قنواتي
- علي حرب

### أسهم في الكتابة
- بزة الباطني
- حصة العوضي
- جاسم الزايد
- فلاح هاشم
- غالية قباني
- غازي بركات
- ليلى شقال

### الأناشيد
- ياسر المالح.
- سيد حجاب.
- نجاة قصاب حسن.
- مصطفى عكرمة.
- فلاح هاشم.
- زهير الدجيلي.
- عبد الله الدنان.

## وصلات خارجية
- حلقات افتح ياسمسم الجزء الأول بجودة 1080 على اليوتيوب
- لمتابعة الجزء الأول من المسلسل الكرتوني المشهور افتح ياسمسم
- جزء رابع أفتح ياسمسم يعود بعد غياب ثلاثون عام على يوتيوب
- برنامج الأطفال (افتح يا سمسم) يعود من جديد
- يا سمسم»... يعود بعد غياب30 عاماً
- هل يفتح «افتح يا سمسم» عقول وأدمغة وآفاق الطلاب والأطفال العرب،